# 콜린 퍼거슨
콜린 퍼거슨(Colin Ferguson, 1972년 7월 22일 ~ )은 캐나다의 배우이다.

## 출연 작품
- 퍼킹 고스트 (2020)
- 헤이븐 시즌4 (2013)
- 유레카 시즌5 (2012)
- 트라이애식 어택 (2010)
- 플래시드 3 (2010)
- 철없는 그녀의 아찔한 연애코치 (2007)
- 플레잉 하우스 (2006, Playing House)
- 유레카 (2006)
- 넥스트 도어 (2006)
- 레이디스 나잇 (2005)
- 맘 앳 식스틴 (2005)
- 제니퍼 러브 휴잇의 컨페션 (2005)
- 커플링 (2003)
- 섹스의 반대말 (1998)
- 생사 게임 (1991)